# Uramya trinitatis
Uramya trinitatis là một loài ruồi trong họ Tachinidae.